# 泥河湾遺跡

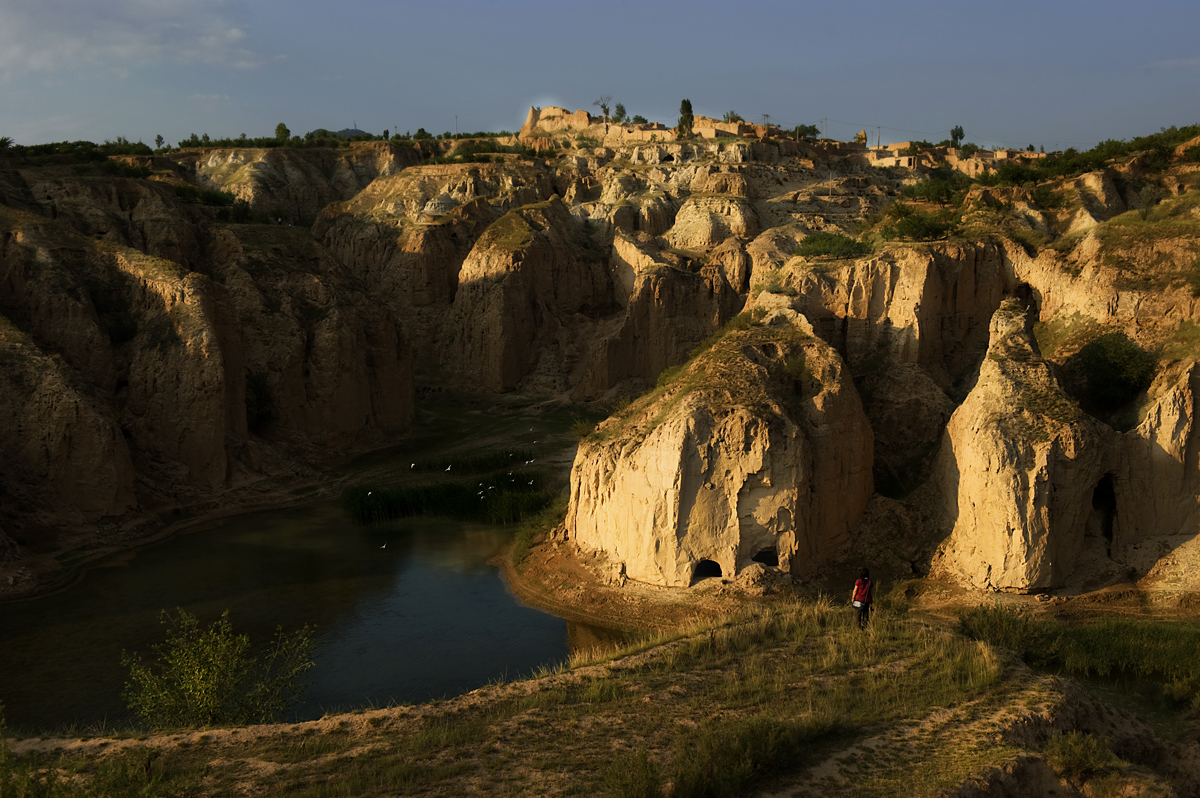
泥河湾

泥河湾遺跡群（でいかわんいせきぐん）は、中国の河北省張家口市陽原県東部の桑乾河北岸にある旧石器時代の遺跡群。馬圏溝遺跡・小長梁遺跡・侯家窯遺跡・虎頭梁遺跡などを一括して指す。
1978年、陽原県泥河湾郷（現在の化稍営鎮）付近で大量の旧石器と哺乳動物の化石が発見された。およそ200万年前の人類の生活遺跡と推定されている。
座標: 北緯40度15分22秒 東経114度37分51秒 / 北緯40.256101度 東経114.630851度